# Яснищи
Яснищи — деревня в Некрасовском районе Ярославской области России. 
В рамках организации местного самоуправления входит в сельское поселение Красный Профинтерн, в рамках административно-территориального устройства входит в состав Боровского сельского округа.

## География
Расположена в 36 километрах к северо-востоку от центра города Ярославля, в 1 км от левого берега Волги, у северной границы рабочего посёлка Красный Профинтерн.

## Население
| 2007 | 2010 |
| ---- | ---- |
| 516  | ↘410 |

Согласно результатам переписи 2002 года, в национальной структуре населения русские составляли 99 % из 480 жителей.